# Roger Hubert
Roger Hubert est un directeur de la photographie français, né Roger Eugène Ferdinand Hubert à Montreuil (Seine, aujourd'hui Seine-Saint-Denis) le 30 mars 1903, décédé à Neuilly-sur-Seine (Seine, aujourd'hui Hauts-de-Seine) le 28 novembre 1964.

## Biographie
Il collabore à plus de cent films (français surtout, mais également quelques coproductions) entre 1923 et 1964, principalement comme directeur de la photographie (ou premier assistant opérateur, ainsi en 1931-1932). Il travaille notamment, à plusieurs reprises, avec Abel Gance et Marcel Carné (entre autres, il est l'un des chefs-opérateurs de deux films mythiques, Napoléon, sorti dans sa version muette en 1927, réalisé par le premier, et Les Enfants du paradis, sorti en 1945, réalisé par le second).

## Filmographie complète
Comme directeur de la photographie, sauf mention contraire
- 1923 : L'Auberge rouge de Jean Epstein (Premier assistant opérateur)
- 1923 : Retour à la vie de Jacques Dorval
- 1927 : Sables de Dimitri Kirsanoff
- 1927 : Paname... n'est pas Paris (Die Apachen von Paris) de Nikolai Malikoff
- 1927 : Napoléon d'Abel Gance
- 1931 : La Chienne de Jean Renoir (Premier assistant opérateur)
- 1931 : La Fin du monde d'Abel Gance
- 1931 : L'Amour à l'américaine de Claude Heymann et Paul Fejos
- 1931 : Mam'zelle Nitouche de Marc Allégret
- 1931 : Les Amours de minuit de Marc Allégret et Augusto Genina (+ version allemande également sortie en 1931, sous le titre Mitternachtsliebe, de Carl Froelich et A. Genina)
- 1931 : Le Blanc et le Noir de Robert Florey
- 1931 : On purge bébé de Jean Renoir (Premier assistant opérateur)
- 1932 : La Petite Chocolatière de Marc Allégret
- 1932 : Seul de Jean Tarride (Premier assistant opérateur)
- 1932 : Baleydier de Jean Mamy
- 1932 : Fantômas de Paul Fejos (Premier assistant opérateur)
- 1932 : Fanny de Marc Allégret
- 1932 : Mater Dolorosa d'Abel Gance
- 1933 : Le Martyre de l'obèse de Pierre Chenal
- 1933 : Pêcheur d'Islande de Pierre Guerlais
- 1933 : Remous d'Edmond T. Gréville
- 1933 : Le Grillon du foyer de Robert Boudrioz
- 1933 : Jocelyn de Pierre Guerlais
- 1933 : Le Château de la terreur ou Quelqu'un a tué de Jack Forrester
- 1934 : La Bataille de Nicolas Farkas et Victor Tourjanski (+ version anglaise, sortie en 1934, sous le titre The Battle, réalisée par les mêmes)
- 1934 : Poliche d'Abel Gance
- 1934 : L'Hôtel du libre échange de Marc Allégret
- 1934 : La Dame aux camélias de Fernand Rivers et Abel Gance
- 1935 : Quadrille d'amour  de Richard Eichberg et Germain Fried
- 1935 : Jérôme Perreau, héros des barricades d'Abel Gance
- 1935 : Divine de Max Ophüls
- 1935 : Lucrèce Borgia d'Abel Gance
- 1935 : Pension Mimosas de Jacques Feyder
- 1935 : Le Roman d'un jeune homme pauvre d'Abel Gance
- 1936 : Jenny de Marcel Carné
- 1936 : La Garçonne de Jean de Limur
- 1936 : Les Grands de Félix Gandéra
- 1937 : L'Homme du jour de Julien Duvivier
- 1938 : J'accuse d'Abel Gance
- 1938 : Belle Étoile de Jacques de Baroncelli
- 1938 : Le Petit Chose de Maurice Cloche
- 1938 : Éducation de prince d'Alexander Esway
- 1938 : La vie est magnifique de Maurice Cloche
- 1938 : Le Voleur de femmes d'Abel Gance
- 1939 : La Piste du nord ou La Loi du nord de Jacques Feyder
- 1939 : Nord-Atlantique de Maurice Cloche
- 1940 : Paris-New York d'Yves Mirande
- 1941 : Sixième Étage de Maurice Cloche
- 1941 : Premier Bal de Christian-Jaque
- 1941 : Histoire de rire de Marcel L'Herbier
- 1942 : La Femme que j'ai le plus aimée de Robert Vernay
- 1942 : Les Visiteurs du soir de Marcel Carné
- 1943 : Le Baron fantôme de Serge de Poligny
- 1943 : L'Éternel Retour de Jean Delannoy
- 1945 : Les Enfants du paradis de Marcel Carné
- 1945 : La Fiancée des ténèbres de Serge de Poligny
- 1945 : La Part de l'ombre de Jean Delannoy
- 1946 : L'Affaire du collier de la reine de Marcel L'Herbier
- 1946 : Martin Roumagnac de Georges Lacombe
- 1947 : Miroir de Raymond Lamy
- 1947 : La Fleur de l'âge de Marcel Carné (inachevé)
- 1949 : Portrait d'un assassin de Bernard Roland
- 1950 : Les Derniers Jours de Pompéi (Gli ultimi giorni di Pompei) de Marcel L'Herbier et Paolo Moffa
- 1951 : Les Amants de bras-mort de Marcello Pagliero
- 1952 : Les Sept Péchés capitaux, film à sketches, segment La Luxure d'Yves Allégret
- 1952 : Le Jugement de Dieu de Raymond Bernard
- 1952 : La Jeune Folle d'Yves Allégret
- 1952 : La Fête à Henriette de Julien Duvivier
- 1952 : Nez de cuir d'Yves Allégret
- 1953 : Thérèse Raquin de Marcel Carné
- 1953 : Les Compagnes de la nuit de Ralph Habib
- 1954 : Le Chevalier de la nuit de Robert Darène
- 1954 : L'Air de Paris de Marcel Carné
- 1954 : La Reine Margot de Jean Dréville
- 1954 : La Rage au corps de Ralph Habib
- 1955 : Les Amants du Tage de Henri Verneuil
- 1955 : Oasis d'Yves Allégret
- 1956 : Goubbiah, mon amour de Robert Darène
- 1956 : Der Meineidbauer de Rudolf Jugert
- 1957 : À Paris tous les deux (Paris Holiday) de Gerd Oswald
- 1957 : Élisa de Roger Richebé
- 1957 : L'Homme à l'imperméable de Julien Duvivier
- 1958 : Cargaison blanche de Georges Lacombe
- 1958 : Thérèse Étienne de Denys de La Patellière
- 1959 : La Vache et le Prisonnier de Henri Verneuil
- 1959 : La Femme et le Pantin de Julien Duvivier
- 1959 : Mademoiselle Ange (Ein Engel auf Erden) de Géza von Radványi
- 1959 : Le Grand Chef de Henri Verneuil
- 1959 : Asphalte de Hervé Bromberger
- 1960 : Crésus de Jean Giono
- 1960 : Le Saint mène la danse de Jacques Nahum
- 1960 : Ça peut toujours servir (Bomben auf Monte Carlo) de Georg Jacoby
- 1961 : Dynamite Jack de Jean Bastia
- 1961 : Cocagne de Maurice Cloche
- 1961 : La Fayette de Jean Dréville
- 1962 : Le Voyage à Biarritz de Gilles Grangier
- 1963 : La Cuisine au beurre de Gilles Grangier
- 1964 : La Bonne Soupe de Robert Thomas